# Росанда Јокановић
Росанда Јокановић (Жабаљ, 25. јануар 1924 – Београд, 2000) била је члан Aкадемије медицинских наука Српског лекарског друштва од 1979. и професор Медицинског факултета Универзитета у Београду.

## Биографија
Рођена је 1921. године у Пећи, од оца Јеврема Стеванчевића, трговца, и мајке Полексије (рођене Димитријевић), домаћице. У Пећи је завршила основну школу и гимназију. На Медицински факултет Универзитета у Београду уписала се 1938. године, али је студије прекинула током Другог светског рата. Још пре рата припадала је напредном студентском покрету, а од 1941. године је учествовала у Народноослободилачкој борби. Током рата је била у логору у Албанији. Носилац је Партизанске споменице 1941. По завршетку рата наставила је студије на Медицинском факултету Универзитета у Београду и дипломирала 1948. с просечном оценом 8,1. После завршеног лекарског стажа 1949. године запослила са на Универзитетској дечјој клиници у Београду и отпочела специјализацију из педијатрије. Специјалистички испит је положила 1954. с одличним успехом. Године 1963. постављена је за шефа одељења које је тада имало највећи број постеља, па је 1966. формирала два одсека: Одсек за ендокринологију и Одсек за хематологију. Током 1972. године Одсек за ендокринологију је прерастао у Ендокринолошко одељење, прво дечје ендокринолошко одељење у Србији, а др Јокановић је постала шеф тог одељења. Ту функцију је обављала до одласка у пензију 1986. године. Бавила се проучавањем опште педијатријске патологије, педијатријске хематологије, а посебно ендокринологије и дијабетеса код деце, којем је посветила пуне три деценије свога стручног и научног рада. Њена посвећеност овој проблематици у знатној мери је допринела постављању темеља за развој дијабетологије у педијатрији на нашим просторима. Током 1956. године провела је три месеца на курсу социјалне педијатрије у Паризу. Од Међународног дечјег центра у Паризу је у два маха (1956, 1959) позивана да учествује на семинарима посвећеним проблемима дијабетеса мелитуса код деце. Оба пута је учествовала и саопштила своје радове. У звање асистента при Катедри педијатрије изабрана је 1954. године, у звање доцента је унапређена јуна 1962, ванредног професора октобра 1972, а редовног професора 1975. године. Њен хабилитациони рад факултетска управа је усвојила јуна 1959, а докторску дисертацију под насловом Карактеристике diabetes mellitusa у деце одбранила је маја 1974. Поред држања редовне наставе, учествовала је и у последипломској настави из педијатрије и ендокринологије. Од 1961. године била је члан, а од 1976. председник испитне комисије за полагање специјалистичког испита из педијатрије. Неколико пута је била члан комисија за оцену и одбрану докторских дисертација. Проф. Јокановић је аутор и коаутор 170 радова објављених у домаћим и међународним часописима, од којих је већина из области ендокринологије, а у више од 50 прилога обрађени су проблеми дијабетеса код деце. Учествовала је у писању ауторизованих скрипата и уџбеника Педијатрија, као и Лекарског приручника Српског лекарског друштва. Са својим радовима је учествовала на разним конгресима, симпозијумима и стручним састанцима Педијатријске и Ендокринолошке секције Српског лекарског друштва. Као дугогодишњи активни члан, проф. Јокановић је била члан Управног одбора Српског лекарског друштва и један од потпредседника овог одбора. Била је секретар, члан и председник Управног одбора Педијатријске секције Српског лекарског друштва. Као председник ове секције руководила је организовањем XIII педијатријских дана и издавањем зборника радова
Бирана је за члана Управног одбора Ендокринолошке секције Српског лекарског друштва, а потом зa потпредседника Секције. Била је члан International Study Group of Diabetes in Children and Adolescents (1980). За редовног члана Академије медицинских наука Српског лекарског друштва изабрана је 1979. године. Била је члан Уређивачког одбора часописа Српски архив за целокупно лекарство и Југословенска педијатрија. Поред многих похвала и захвалница, добитник је и Споменице поводом 100 година од оснивања Српског лекарског друштва, Захвалнице Савеза лекарских друштава Југославије, Златне плакете поводом 50 година од оснивања Медицинског факултета Универзитета у Београду и Плакете Града Београда. Награђена је Наградом за научноистраживачки рад Српског лекарског друштва (1981). За свој рад је одликована Орденом рада са црвеном заставом, Орденом заслуга за народ са сребрним зрацима и Орденом братства и јединства са златним венцем. Преминула је октобра 2000. године у Београду, где је и сахрањена.